# Пунжёнская часовня
Пунжёнская часовня (Семейная часовня-мавзолей Конажевских) — часовня с криптой в деревне Пунжёнис Магунского староства Швенчёнского района. Расположена в 300 метрах от шоссе 4416 Магунай — Балинградас, к востоку от озера Пунжямис. С 2007 года включена в Регистр культурных ценностей Литовской Республики как недвижимый объект культурного наследия регионального значения и охраняется государством; код — 31247.

## История

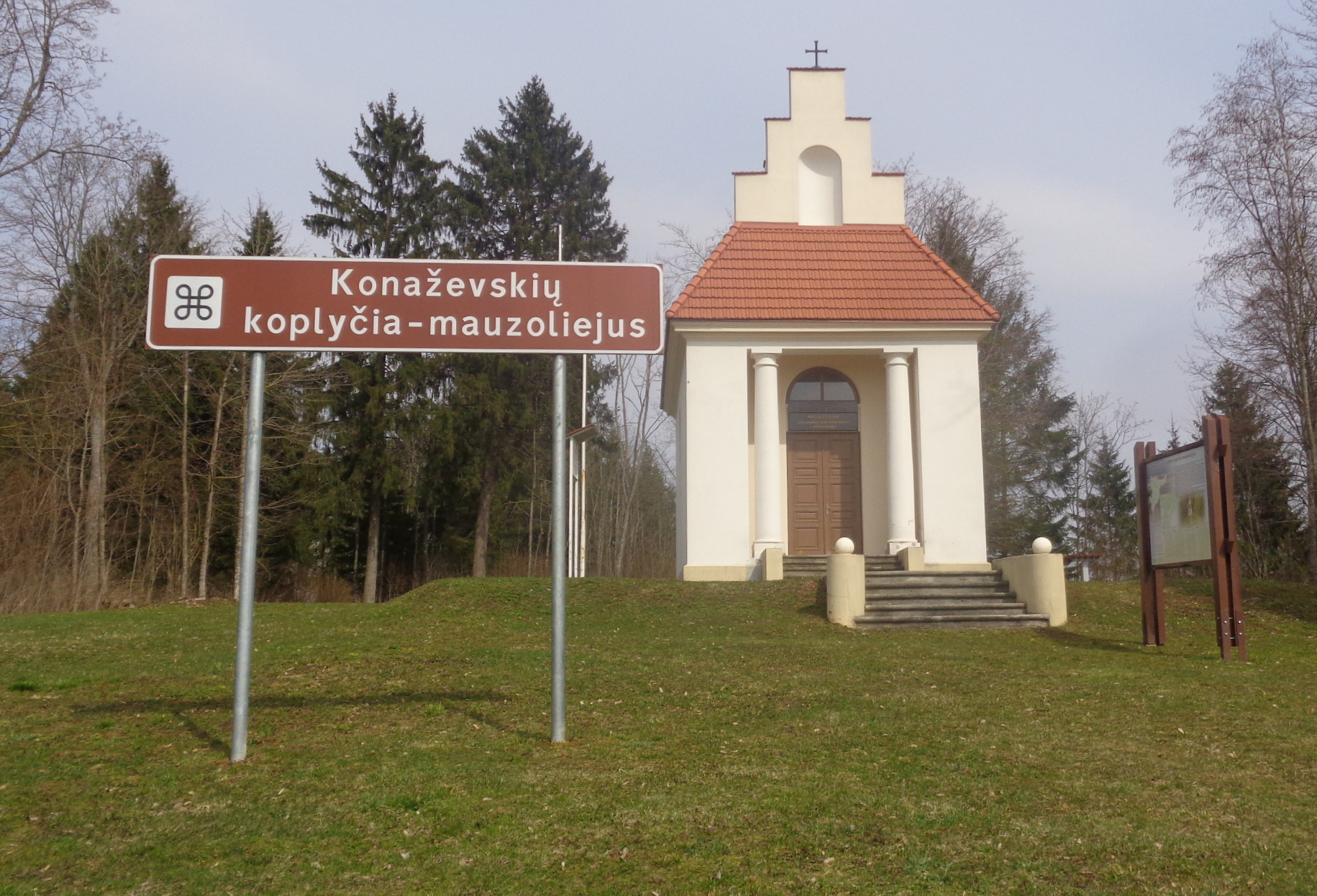
Часовня-мавзолей Конажевских

Часовня была построена в межвоенные годы. Её в 1935 году начал строить владелец поместья Пунжанки российский, затем польский генерал Даниэль Конажевский, участник русско-японской и Первой мировой войн. После роспуска 1-го Польского корпуса в 1918 году он поселился в собственном имении Пунжанки (Пунжёнис). С 1919 года служил в польских военных формированиях, был главнокомандующим Армии Срединной Литвы, затем занимал высокие должности в Войске Польском.
К смерти генерала 3 апреля 1935 года строительство часовни ещё не было завершено. Прах генерала был погребён на приходском кладбище в Балингрудке (ныне Балинградас) рядом с могилой своей жены Винценты, урождённой Превыш-Квинто. После завершения строительства часовни в крипте упокоились прахи генерала и его супруги. Позднее здесь же были захоронены дочь генерала Мария, брат жены Хенрик Квинто, малолетний сын дочки генерала Халины Мацюсь.
Примерно в 1961 году усадьба поместья Пунжёнис сгорела. На сохранившихся подвалах был построен жилой дом. Стоявшая поодаль часовня сохранилась, однако погребальные крипты не раз расхищались. Сама часовня была заброшена, стояла с выбитыми окнами, выломанной дверью и постепенно разрушалась. В 1992 году часть деревянной крыши заменили шиферным покрытием. В 2015 году часовня-мавзолей Конажевских была отреставрирована.

## Архитектура

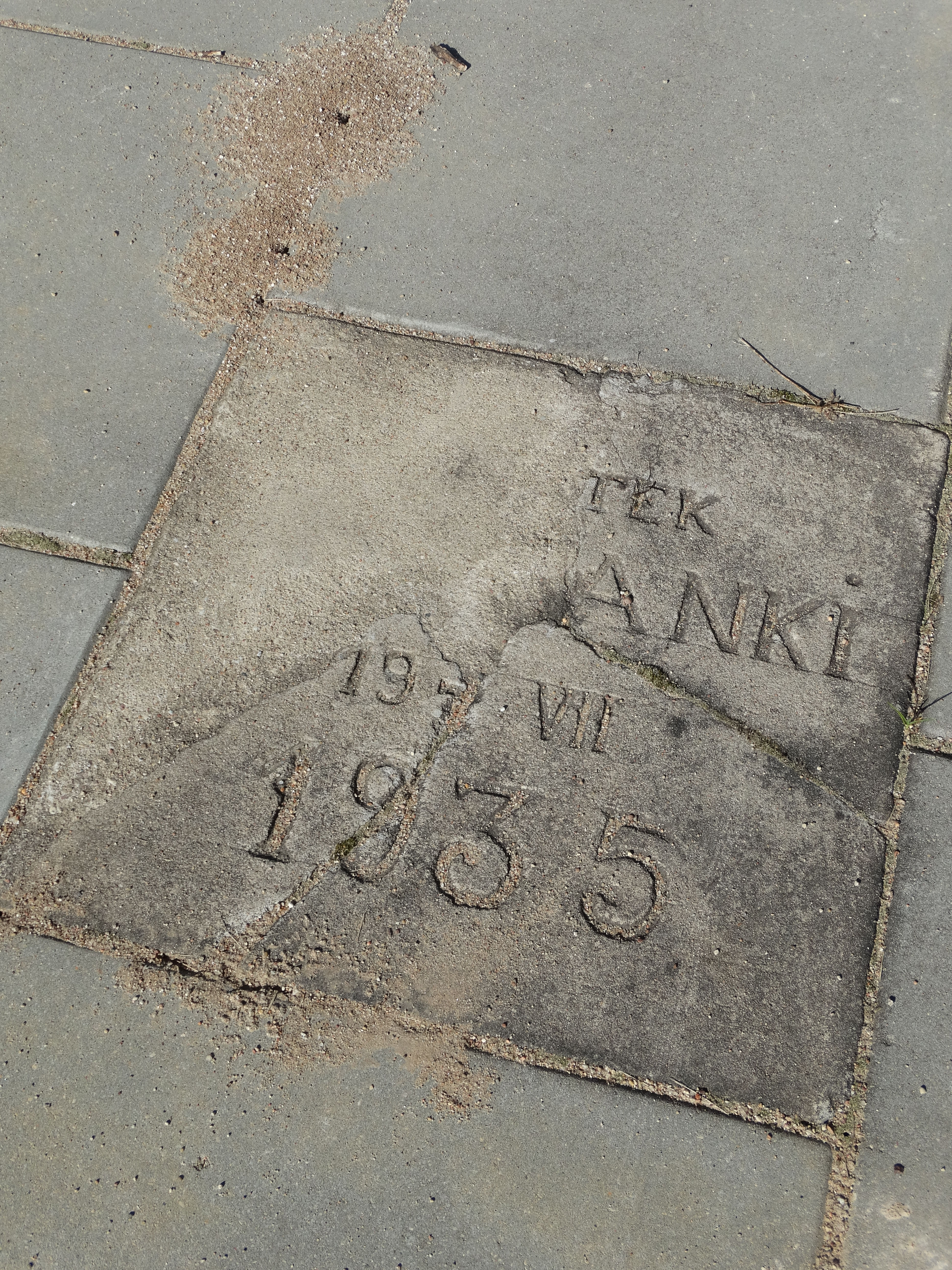
Памятная плита

По своей архитектуре часовня относится к эклектике с преобладающей стилистикой неоклассицизма. В плане здание прямоугольное; однонефное, компактного объёма. Часовня покрыта ломаной четырёхскатной крышей с гребнями — небольшими ступенчатыми фронтонами у концов конька крыши. Крыша крыта красной черепицей. На заднем фасаде, рядом с коньком, подвешен колокол, спереди высится крест. Под навесом располагается профилированный карниз. В глубоком портике переднего фасада стоят две колонны дорического ордера. К портику ведут пять ступенек лестницы.
В дорожке из бетонных плит сохранилась старая памятная бетонная плитка с датой постройки 1935 и фрагментом рельефной надписи на польском языке.
Внутри имеется алтарная менса кирпичной кладки. В алтаре висит икона «Иисус, уповаю на Тебя». На стенах располагаются фотографии семьи Конажевских. В погребальном склепе для останков устроены прямоугольные ниши с полукруглыми перемычками. Сейчас там есть одна урна, в которой собраны сохранившиеся останки похороненных здесь Конажевских.